# Xiaomi Mi 2
Pour les articles homonymes, voir Mi2.
Xiaomi Mi 2 (prononcé comme l'anglais me too), en chinois il porte le nom : xiǎomǐ shǒujī èr (chinois simplifié : 小米手机2, littéralement : téléphone mobile Xiaomi 2) est un smartphone de la marque chinoise Xiaomi Tech. il est présenté en août 2012 et sera vendu pour 1999 RMB (environ 220 € au mois d'août 2012) en octobre 2012 en Chine, équipé de d'un écran 1280*720 de 4,3" et d'un processeur particulièrement puissant puisqu'il est considéré comme le plus puissant processeur ARM commercialisé du marché au moment de sa sortie.
Il est donc équipé d'un SoC Qualcomm Snapdragon S4 pro(APQ8064), gravé en 28 nm, équipé d'un CPU Scorpion quadruple cœur à 1,5 GHz et d'un GPU Adreno 320. Ce processeur est le premier dans le benchmark 3D sur plateformes Android, GL Benchmark à bord du LG E970.
La quantité de RAM de 2 Go est une première sur les téléphones mobiles de cette gamme.
Le capteur vidéo arrière de 8 MP, se distingue également par sa rapidité (90 images par seconde), par son flash à triple LED et par son objectif ayant une ouverture de focale maximum de f/2.0 et un grand angle équivalent 27 mm pouvant aller jusqu'à l'équivalent 50 mm
Ce téléphone peut également diffuser des vidéos par voie hertzienne en 1080p vers un écran compatible avec le protocole WiFi Display
Au niveau du son ce téléphone est Dolby stéréo et équipé du dispositif de réduction de bruit earSmart.
Ce téléphone, était à l'origine prévu pour ne sortir qu'en Chine comme ses prédécesseurs, mais devant l'engouement, notamment en France pour cet appareil, l'équipe Xiaomi Tech a mis en place un sondage en août 2012, afin de savoir si l'export vers la France intéresserait suffisamment de monde